# Aéroport d'Egilsstaðir
Pour les articles homonymes, voir EGS.
L'aéroport d'Egilsstaðir (islandais : Egilsstaðaflugvöllur) (code IATA : EGS • code OACI : BIEG) est un aéroport régional islandais desservant la ville et pays d'Egilsstaðir, située dans l'est de l'île. L'exploitation de l'aéroport est assurée par Isavia.

## Histoire
Une première piste d'atterrissage en gravier fut construite dans les années 1950 et utilisée jusqu'en 1993. La piste actuelle a été construite à l'ouest de l'ancienne et utilisée à compter du 23 septembre 1993. En 2007, un nouveau bâtiment du terminal est inauguré.

## Situation

### Carte des aéroports d'Islande
| \| 40 km1:1 908 000 \| Akureyri Bakki Blönduós Breiðdalsvík Bíldudalur Djúpivogur Egilsstaðir Fagurhólsmýri Fáskrúðsfjörður Gjögur Grundarfjörður Grímsey Hornafjörður Hólmavík Húsavík Keflavík Kópasker Mývatn Norðfjörður Ólafsfjörður Patreksfjörður Raufarhöfn Reykjavík Rif Sauðárkrókur Selfoss Siglufjörður Stykkishólmur Vestmannaeyjar Vopnafjörður Ísafjörður Þingeyri Þórshöfn |
| 40 km1:1 908 000 |

## Destinations desservies

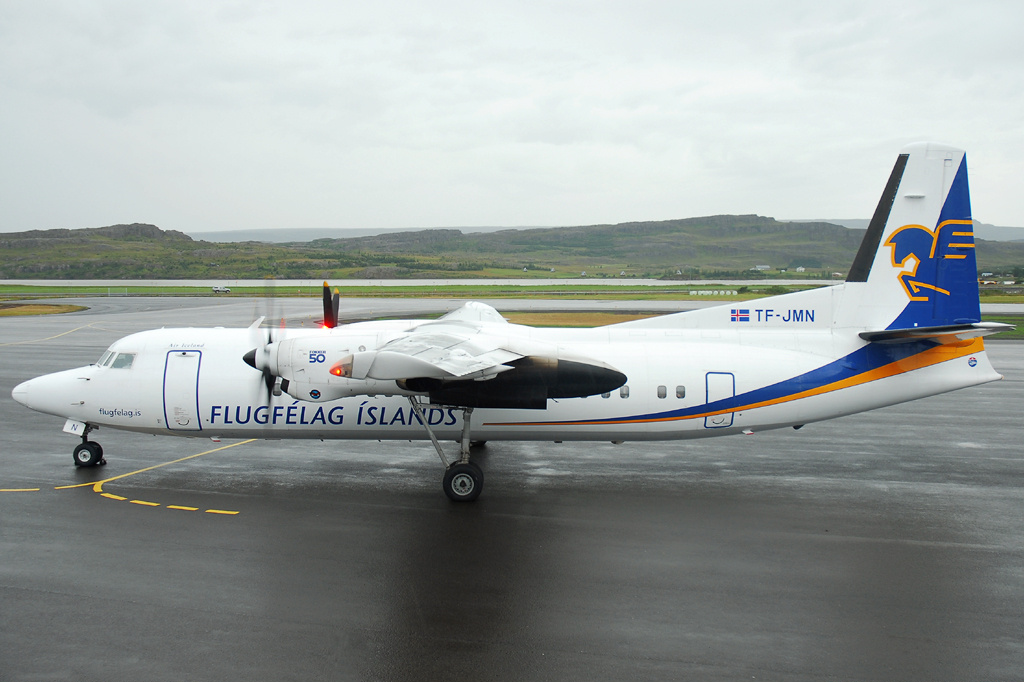
Avion d'Air Iceland à Egilsstaðir.

| Compagnies | Destinations |
| ---------- | ------------ |
| Icelandair | Reykjavik    |

Actualisé le 02/06/2023

## Statistiques
Pour des raisons techniques, il est temporairement impossible d'afficher le graphique qui aurait dû être présenté ici.

Voir la requête brute et les sources sur Wikidata.
| Année     | 2008     | 2009     | 2010     | 2011     | 2012    | 2013    | 2014    | 2015   | 2016    |
| --------- | -------- | -------- | -------- | -------- | ------- | ------- | ------- | ------ | ------- |
| Trafic    | 117 541  | 96 698   | 86 613   | 100 279  | 98 774  | 91 561  | 87 335  | 89 079 | 93 474  |
| Évolution | - 14,6 % | - 17,7 % | - 10,4 % | + 15,8 % | - 1,5 % | - 7,3 % | - 4,6 % | + 2%   | + 4,9 % |

## Accès à l'aéroport
La route 1 dessert l'aéroport. 